# Saison 1 de WorkinGirls
 (avril 2012).
Si vous disposez d'ouvrages ou d'articles de référence ou si vous connaissez des sites web de qualité traitant du thème abordé ici, merci de compléter l'article en donnant les références utiles à sa vérifiabilité et en les liant à la section « Notes et références ».
Chronologie
Saison 2
Cet article présente les épisodes de la première saison de la série WorkinGirls. Cette saison est composée de 12 épisodes.

## Épisodes

### Épisode 1:Retour de couches
- France : 19 avril 2012 à 22 h 20 sur Canal+

- France : 700 000 abonnés

### Épisode 2:Le Label
- France : 19 avril 2012 à 22 h 35 sur Canal+

- France : 700 000 abonnés

### Épisode 3:La Grande Famille
- France : 19 avril 2012 à 22 h 50 sur Canal+

### Épisode 4:L'Anniversaire de Karine
- France : 26 avril 2012 à 22 h 20 sur Canal+

### Épisode 5:La Conquête de l'Orient
- France : 26 avril 2012 à 22 h 35 sur Canal+

### Épisode 6:Bonnet C
- France : 26 avril 2012 à 22 h 50 sur Canal+

### Épisode 7:Élections internes
- France : 3 mai 2012 à 22 h 20 sur Canal+

### Épisode 8:Mon beau stagiaire
- France : 3 mai 2012 à 22 h 35 sur Canal+

### Épisode 9:La Fusion
- France : 3 mai 2012 à 22 h 50 sur Canal+

### Épisode 10:Les Parasites
- France : 10 mai 2012 à 22 h 20 sur Canal+

### Épisode 11:Panne de clim
- France : 10 mai 2012 à 22 h 35 sur Canal+

### Épisode 12:La Journée de la secrétaire
- France : 10 mai 2012 à 22 h 50 sur Canal+